# Junge, komm bald wieder
"Junge, komm bald wieder" is een nummer van de Oostenrijkse zanger Freddy Quinn. Het verscheen op zijn studioalbum Heimweh nach St. Pauli uit 1962. In november dat jaar werd het uitgebracht als de enige single van het album.

## Achtergrond
"Junge, komm bald wieder", naar het Nederlands te vertalen als "Jongen, kom snel terug", is geschreven door Lotar Olias met tekst van Walter Rothenburg en geproduceerd door Olias. Nadat My Fair Lady ervoor zorgde dat de musical in Duitsland sterk aan populariteit won, kwam Olias op het idee om zijn revue-operette Heimweh nach St. Pauli uit 1954 tot musical te herschrijven. Olias was de vaste tekstschrijver voor Freddy Quinn, destijds een van de populairste Duitstalige zangers, die zodoende de hoofdrol in de musical kreeg. In deze rol zong hij onder meer "Junge, komm bald wieder". Het nummer gaat over de zorgen van een moeder wiens zoon stiekem op zee is gaan varen en nog niet is teruggekeerd.
"Junge, komm bald wieder" werd op 3 september 1962 opgenomen onder leiding van het orkest van James Last, die destijds nog onder zijn geboortenaam Hans Last bekend stond. In november dat jaar werd het door platenmaatschappij Polydor uitgebracht als single. Op de B-kant stond "Das gibt's nur auf der Reeperbahn", een ander lied uit de musical. Het werd een grote hit: de plaat stond in Duitsland veertien weken op nummer 1 en kreeg uiteindelijk de status dubbel platina. 
In Nederland kwam de single tot de 4e positie in de Tijd voor Teenagers Top 10, uitgezonden door de VARA met dj Herman Stok. Deze lijst was de voorloper van de publieke hitlijst Hilversum 3 Top 30 / Daverende Dertig, Nationale Hitparade (op Hilversum 3 en Radio 3) en de Mega Top 50. vanaf 1 december 1985 wijzigde Hilversum 3 in Radio 3 en heet tegenwoordig NPO 3FM. De huidige Single Top 100 is in weze een voortzetting van de "Mega Top 50" en deelt tot 1 mei 2004 dezelfde hitgeschiedenis. 
In België bereikte de plaat de 3e positie in de voorloper van de Vlaamse Ultratop 50. In Wallonië werd géén notering behaald  
De plaat is diverse keren gecoverd, waaronder door Bruce Low, Ralf Paulsen en Wind.

## Hitnoteringen

### Platennieuws Top 10
Noteringen in deze lijst duurden tussen de een en de vier weken.
| Hitnotering: 16-03-1963 t/m 07-09-1963 | Hitnotering: 16-03-1963 t/m 07-09-1963 | Hitnotering: 16-03-1963 t/m 07-09-1963 | Hitnotering: 16-03-1963 t/m 07-09-1963 | Hitnotering: 16-03-1963 t/m 07-09-1963 | Hitnotering: 16-03-1963 t/m 07-09-1963 | Hitnotering: 16-03-1963 t/m 07-09-1963 | Hitnotering: 16-03-1963 t/m 07-09-1963 | Hitnotering: 16-03-1963 t/m 07-09-1963 | Hitnotering: 16-03-1963 t/m 07-09-1963 | Hitnotering: 16-03-1963 t/m 07-09-1963 | Hitnotering: 16-03-1963 t/m 07-09-1963 |
| Week                                   | 1                                      | 2                                      | 3                                      | 4                                      | 5                                      | 6                                      | 7                                      | 8                                      | 9                                      | 10                                     |                                        |
| -------------------------------------- | -------------------------------------- | -------------------------------------- | -------------------------------------- | -------------------------------------- | -------------------------------------- | -------------------------------------- | -------------------------------------- | -------------------------------------- | -------------------------------------- | -------------------------------------- | -------------------------------------- |
| Nummer                                 | 4                                      | 5                                      | 7                                      | 6                                      | 9                                      | 4                                      | 4                                      | 5                                      | 8                                      | 10                                     | uit                                    |

### NPO Radio 2 Top 2000
| Nummer met noteringen in de NPO Radio 2 Top 2000 | '99  | '00  | '01-'03 | '04  | '05  | '06  | '07  | '08  |
| ------------------------------------------------ | ---- | ---- | ------- | ---- | ---- | ---- | ---- | ---- |
| Junge, komm bald wieder                          | 1209 | 1614 | -       | 1610 | 1705 | 1422 | 1414 | 1686 |

1. ↑  Een '-' betekent dat het nummer niet was genoteerd en een vetgedrukt getal geeft de hoogste notering aan.
2. ↑  Deze tabel is bijgewerkt tot en met de laatste editie (2024).

### Evergreen Top 1000
| Jaar    | 2008 | 2009 | 2010 | 2011 | 2012 | 2013 | 2014 | 2015 | 2016 | 2017 | 2018 | 2019 | 2020 | 2021 | 2022 | 2023 |
| ------- | ---- | ---- | ---- | ---- | ---- | ---- | ---- | ---- | ---- | ---- | ---- | ---- | ---- | ---- | ---- | ---- |
| Positie | 111  | 255  | 255  | 255  | 232  | 41   | 62   | 93   | 42   | 118  | 228  | 163  | 201  | 168  | 208  | 244  |